# Prapratnica
Prapratnica (v srbské cyrilici Прапратница) je vesnice na jihu Bosny a Hercegoviny. Administrativně spadá pod Općinu Neum v Federaci Bosny a Hercegoviny. 
Vesnice se nachází v polopouštní krajině na jižním svahu východní části pohoří Žaba, na silniční spojnici měst Neum a Stolac. V centru vesnice se nachází kaplička. Samotnou obec tvoří několik samostatných zastavěných celků.
V roce 1991 ve vesnici žilo 81 obyvatel, všichni byli chorvatské národnosti. 
V blízkosti Prapratnice se nacházejí tzv. stećky, typické bosenské náhrobní kameny neznámého původu.